# اندیس منگنز کلچاد
منگنز کلچاد یک اندیس فلزی است که در  استان سیستان و بلوچستان قرار دارد و مادهٔ معدنی موجود در آن، منگنز است.سنگ میزبان این اندیس کالردملانژ-فلیش است و دیرینگی آن به دوران پالئوسن-کرتاسه بالایی می‌رسد. 